# أسفند (نرغسان)
أسفند (بالفارسية: اسفند) هي قرية تقع في إيران في قسم نرغسان الریفي. يقدر عدد سكانها بـ 164 نسمة بحسب إحصاء 2016.